# Андрушівська районна рада
Андруші́вська райо́нна ра́да Жито́мирської о́бласті — орган місцевого самоврядування Андрушівського району Житомирської області. Розміщується в місті Андрушівка, котре є районним центром.

## VII скликання

### Склад ради
Загальний склад ради: 34 депутати.
Виборчий бар'єр на чергових місцевих виборах 2015 року подолали місцеві організації восьми політичних партій. По 8 депутатських місць отримали Всеукраїнське об'єднання «Батьківщина» та «Європейська солідарність»; Республіканська платформа та Народна партія здобули по 4 мандати, Радикальна партія Олега Ляшка та «Опозиційний блок» — по 3 місця, партія «Воля» та об'єднання «Самопоміч» завели до ради по 2 депутати.
За інформацією офіційної сторінки ради, станом на травень 2020 року діють шість депутатських фракцій («Солідарність», ВО «Батькіщина», «Народна», «Опозиційний блок», «Республіканська платформа», «Самопоміч»), одна депутатська група («Справедливість») та три депутатських постійних комісії:
- з гуманітарних питань, соціального захисту населення, законності, регламенту, депутатської етики та місцевого самоврядування;
- з питань промисловості, агропромислового комплексу, транспорту, зв'язку, земельних відносин та соціального розвитку села;
- з питань бюджету та комунальної власності.

### Голова
20 листопада 2015 року, на першій сесії районної ради VII скликання, головою районної ради обрали представника партії «Воля» Сергія Михайловича Марценюка.
16 травня 2017 року головою ради було обрано представника «Батьківщини» Олександра Володимировича Осадчука.

## Колишні голови ради
- Богайчук О. В. — 1965—1975 роки
- Стельмах Олександр Дмитрович — 1975—1990 роки
- Вовк Василь Кіндратович — 1990—1991 роки
- Шлапак Володимир Олексійович — 1991—1994 роки
- Рябчук Павло Омелянович — 1994—1998 роки
- Михайловський Святослав Анатолій — 1998—2006 роки
- Шпаківський Валерій Броніславович — 2006—2010 роки
- Мельник Олександр Вадимович — 2010—2014 роки
- Костик Віктор Васильович — 2014—2015 роки
- Марценюк Сергій Михайлович — 2015—2017 роки